# Borodinia
Borodinia là chi thực vật có hoa trong họ Cải.